# کندیوهای (مینه‌سوتا)
کندیوهای، مینه‌سوتا (به انگلیسی: Kandiyohi, Minnesota) یک شهر در ایالات متحده آمریکا است که در شهرستان کندیوهای، مینه‌سوتا واقع شده‌است.

## خصوصیات
کندیوهای ۰٫۸۸ کیلومترمربع مساحت و ۴۹۱ نفر جمعیت دارد و ۳۷۳ متر بالاتر از سطح دریا واقع شده‌است.